# Orazio Lancellotti
Orazio Lancellotti (* 8. Dezember 1571 in Rom; † 9. Dezember 1620 ebenda) war ein italienischer Kardinal der Römischen Kirche.

## Leben
Geboren als ältestes von sieben Kindern und erster Sohn des Paolo Lancellotti und dessen Ehefrau Giulia Delfini Mancinelli, war er ein Neffe von Kardinal Scipione Lancellotti. Er studierte die Rechte an der Universität von Perugia. Am 31. Mai 1596 wurde er Kanoniker der Vatikanbasilika. Papst Clemens VIII. ernannte ihn zum Referendar an den Gerichtshöfen der Apostolischen Signatur. Ab dem 26. Juni 1596 (oder 1597) bis 1611 war er als Nachfolger von Lorenzo Bianchetti, der zum Kardinal kreiert worden war, Auditor der Rota Romana. Ab dem 24. März 1597 war er Auditor der Apostolischen Pönitentiarie, er war auch Auditor des Apostolischen Palastes und der Apostolischen Kammer. Ab dem 14. Oktober 1609 lautete sein Titel auf den Regenten der Apostolischen Pönitentiarie. Er ließ 1610 die Kirche San Simeone Profeta, die bis 1587 Titelkirche gewesen war, umfassend erneuern. Orazio Lancellotti empfing die niederen Weihen und die Diakonenweihe.
Im Konsistorium vom 17. August 1611 erhob Papst Paul V. ihn zum Kardinal. Den Kardinalshut empfing er am 20. August 1611 und am 12. September desselben Jahres wurde er zum Kardinalpriester von San Salvatore in Lauro ernannt. Er war von 1616 bis zu seinem Tod Präfekt der Konzilskongregation.
Beigesetzt wurde er in der Lateranbasilika. Sein Alleinerbe wurde sein Bruder Tiberio, er vermachte jedoch 6000 scudi dem erst 1617 gegründeten Orden der Piaristen.

## Leistungen
Er vollendete den Bau des Palazzo Lancellotti, den sein Onkel begonnen hatte, und vertraute die Bauarbeiten Carlo Madero an.